# 杨赞图
楊贊圖（?—?），字光佑。虢州弘农（今河南省靈寶縣北）人。
大顺元年（890年）状元楊贊禹之弟。楊贊圖則登乾寧四年（897年）狀元，兄弟皆為狀元 ，曾任弘文館直學士。官至司封员外郎。天佑四年（907年），避亂入福建，依附闽王王审知，與黃滔友善。餘事失考。